# Japón en la posguerra
Japón en la posguerra (戦後日本 Sengo-Nihon) es Japón después de la Segunda Guerra Mundial hasta finalizada la Era Shōwa, desde el 2 de septiembre de 1945 hasta el 7 de enero de 1989. Este período se denomina como la "posguerra" (戦後 Sengo). 

## Línea de tiempo

### La ocupación y la democratización
Por la rendición del Imperio de Japón el 2 de septiembre de 1945, el Imperio de Japón fue disuelto, Japón fue ocupado por los aliados hasta el 28 de abril de 1952. 
Durante este período de la ocupación, Japón fue cambiado a un estado democrático. La monarquía absoluta fue abolida, la soberanía nacional fue instaurada para la nueva Constitución (literalmente, la Constitución del Estado de Japón). Por la Constitución de Japón desde el 3 de mayo de 1947, legalmente, se disolvió el Imperio del Japón y se formó el Estado de Japón.
El objetivo principal fue democratizar la política con la abolición de la policía secreta en octubre de 1945, la participación de las mujeres en la política en abril de 1946, la Ley Fundamental de Educación de 1947, y así sucesivamente. 
Los políticos del Japón de la Preguerra (antiguo imperio) fueron hallados culpables en el Juicio de Tokio. Pero, el Emperador Shōwa no fue condenado, y su trono al emperador del nuevo estado. Después de la muerte de siete criminales de guerra, los condenados del Juicio de Tokio, fue restaurada la posición política. La ola reaccionaria se llama la “inversa del curso”, el efecto de los principios de la Guerra Fría. De esta forma, el Japón de Posguerra comenzó bajo la "sombrilla nuclear" de los Estados Unidos.

### Después de la ocupación hasta el final de la Guerra Fría
El fin de la ocupación es el Tratado de San Francisco, sancionada el 20 de abril de 1952. Después de la ocupación, Japón se unió al bloque occidental, liderado por Estados Unidos.
En 1960, Nobusuke Kishi y Dwight D. Eisenhower firmaron el Tratado de seguridad entre Estados Unidos y Japón. Eran enemigos unos de otros en la Segunda Guerra Mundial, se aliaron después de la guerra. 
Durante los años 1960 y principios de los años 1970, Japón entró en un período de rápido crecimiento económico. Durante este período, el Tokaido Shinkansen se estableció, la Expo '70 se llevó a cabo. 
Desde 1973 hasta 1985, Japón entró en un estabilizado crecimiento. La cultura de Posguerra de Japón empezó a formarse durante este período. Desde 1985 hasta 1991, la economía de burbuja se produjo.

### Después de la Guerra Fría hasta 2011
Con las Revoluciones de 1989 terminó la Guerra Fría, Japón siguió el compromiso con Estados Unidos después de la Guerra Fría. 
En 1991 la Unión Soviética colapsó, Japón participó de la posición dominante única de Estados Unidos. El predominio de una sola potencia, Estados Unidos, hizo que se produjera la americanización de la política y la economía. Los años 1990 y años 2000 de Japón fueron llamados las "décadas perdidas" de la economía, la política se cambió a un estilo americano.
En los atentados del 11 de septiembre de 2001, el Gabinete de Junichiro Koizumi tomó parte en la "guerra contra el terrorismo". Desde el Gabinete de Koizumi, la sociedad de Japón es llamada como la "sociedad desigual" (格差社会 Kakusa-shakai).

### Catástrofe de 2011
El 11 de marzo de 2011, un terremoto de magnitud 9 y el posterior tsunami asolaron las costas orientales de Japón (las regiones de Tōhoku a Kantō), y es conocido como el "Gran terremoto de Japón oriental" u "11 de marzo". Éste tsunami provocó el accidente nuclear de Fukushima.

## Política
La política de la Posguerra en Japón en virtud de la Constitución de Japón.
Durante la Guerra Fría, el "Sistema de 1955" fue el sistema dominante del Partido Liberal Demócrata. Después de la Guerra Fría, en los años 1990 fue el período de partidos efímeros, en los años 2000 fue el sistema bipartidista de los Partido Liberal Demócrata y Partido Demócrata.
La ocupación aliada terminó el 28 de abril de 1952, cuando entraron en vigor los términos del Tratado de San Francisco. Según los términos del tratado, Japón recuperó su soberanía, pero perdió muchas de sus posesiones antes de la Segunda Guerra Mundial, incluidas Corea, Taiwán y Sajalín. También perdió el control sobre varias islas pequeñas en el Pacífico que se administran como mandatos de la Liga de Naciones, como las Islas Marianas y las Islas Marshall. El nuevo tratado también le dio a Japón la libertad de participar en bloques de defensa internacional. Japón hizo esto el mismo día que firmó el Tratado de San Francisco: el primer ministro japonés Shigeru Yoshida y el presidente estadounidense Harry S. Truman firmaron un documento que permitió a las Fuerzas Armadas de Estados Unidos continuar usando bases en Japón.
Incluso antes de que Japón recuperara la soberanía total, el gobierno ya había redesignado a casi 80.000 personas que habían sido destituidas de sus cargos, muchas de las cuales regresaron a sus mismos antiguos cargos políticos y gubernamentales. Se produjo un debate sobre las limitaciones al gasto militar y la soberanía del emperador, lo que contribuyó a la gran reducción de la mayoría del Partido Liberal en las primeras elecciones posteriores a la ocupación (octubre de 1952). Después de varias reorganizaciones de las fuerzas armadas, en 1954 se establecieron las Fuerzas de Autodefensa bajo un director civil. Las realidades de la Guerra Fría y la guerra caliente en la vecina Corea también contribuyeron significativamente al re-desarrollo económico influenciado por Estados Unidos, la supresión del comunismo y el desánimo del trabajo organizado en Japón durante este período.
La continua fragmentación de partidos y una sucesión de gobiernos minoritarios llevaron a las fuerzas conservadoras a fusionar el Partido Liberal (Jiyuto) con el Partido Democrático de Japón (Nihon Minshuto), una rama del anterior Partido Democrático, para formar el Partido Liberal Democrático (Jiyu-Minshuto; PLD) en noviembre de 1955. Este partido ocupó el poder continuamente desde 1955 hasta 1993, cuando fue reemplazado en el gobierno por un nuevo partido minoritario. El liderazgo del PLD procedía de la élite que había visto a Japón superar la derrota y la ocupación; atrajo a ex burócratas, políticos locales, empresarios, periodistas, otros profesionales, agricultores y graduados universitarios. En octubre de 1955, los grupos socialistas se reunieron bajo el Partido Socialista de Japón, que emergió como la segunda fuerza política más poderosa. Le siguió de cerca en popularidad la Kōmeitō, fundada en 1964 como el brazo político de la Soka Gakkai (Sociedad de Creación de Valor), una antigua organización laica de la secta budista Nichiren Shoshu. El Komeito enfatizó las creencias tradicionales japonesas y atrajo a trabajadores urbanos, antiguos residentes rurales y muchas mujeres. Al igual que el Partido Socialista de Japón, favoreció la modificación y disolución gradual del Pacto de Asistencia de Seguridad Mutua entre Japón y Estados Unidos.
A fines de la década de 1970, el Komeito y el Partido Socialista Democrático habían llegado a aceptar el Tratado de Cooperación y Seguridad Mutuas, y el Partido Socialista Democrático incluso llegó a apoyar una pequeña construcción defensiva. El Partido Socialista de Japón también se vio obligado a abandonar su una vez estricta postura antimilitar. Estados Unidos siguió presionando a Japón para que aumentara su gasto en defensa por encima del 1% de su PBI, lo que generó un gran debate sobre el presupuesto, y la mayoría de la oposición no provino de partidos minoritarios, ni de la opinión pública, sino de funcionarios del Ministerio de Finanzas conscientes del presupuesto.
En 1974 el primer ministro Tanaka Kakuei se vio obligado a dimitir debido a su supuesta conexión con escándalos financieros y, ante los cargos de participación en el escándalo de soborno de Lockheed, fue arrestado y encarcelado brevemente en 1976.
La política conflictiva del PLD obstaculizó el consenso en el Diet, la legislatura bicameral de Japón, a fines de la década de 1970. Sin embargo, la repentina muerte del primer ministro Ohira Masayoshi justo antes de las elecciones de junio de 1980 provocó un voto de simpatía por el partido y dio al nuevo primer ministro, Suzuki Zenko, una mayoría de trabajo. Suzuki pronto se vio envuelto en una controversia sobre la publicación de un libro de texto que a muchos les pareció un encubrimiento de la agresión japonesa en la Segunda Guerra Mundial. Este incidente y graves problemas fiscales provocaron la caída del gabinete de Suzuki, compuesto por numerosas facciones del PLD.
Nakasone Yasuhiro, un conservador respaldado por las todavía poderosas facciones de Tanaka y Suzuki que una vez se desempeñó como director general de la Agencia de Defensa, fue nombrado primer ministro en noviembre de 1982. En noviembre de 1984, Nakasone fue elegido para un segundo mandato como presidente del PLD. Su gabinete recibió una calificación inusualmente alta, una respuesta favorable del 50% en las encuestas durante su primer mandato, mientras que los partidos de oposición alcanzaron un nuevo mínimo en el apoyo popular. A medida que avanzaba hacia su segundo mandato, Nakasone mantuvo una posición fuerte en la Dieta y en la nación. A pesar de ser declarado culpable de soborno en 1983, Tanaka a principios y mediados de la década de 1980 seguía siendo un poder detrás de escena gracias a su control del aparato informal del partido.

## Economía
Después de la Segunda Guerra Mundial Japón puso en práctica el "sistema de empleo vitalicio". El gobierno del PLD, a través de instituciones como el Ministerio de Industria y Comercio Internacional (MITI), alentó el desarrollo industrial japonés en el exterior al tiempo que restringía los negocios de las empresas extranjeras dentro del país. Estas prácticas, junto con la dependencia de Estados Unidos para la defensa, permitieron que la economía de Japón aumentara exponencialmente durante la Guerra Fría. En 1980, muchos productos japoneses, en particular automóviles y productos electrónicos, se exportaban a todo el mundo, y el sector industrial de Japón era el segundo más grande del mundo después de Estados Unidos. Este patrón de crecimiento continuó sin cesar a pesar de la recesión en la década de 1999. La economía se recuperó nuevamente a mediados de la década de 2000.
A menudo se dice que los Juegos Olímpicos de Verano de 1964 en Tokio marcan el resurgimiento de Japón en la arena internacional: el desarrollo de Japón en la posguerra se mostró a través de innovaciones como la red ferroviaria de alta velocidad Shinkansen. En 1968, se construyó en Japón el primer rascacielos de oficinas moderno llamado edificio Kasumigaseki. Tiene 36 pisos y 156 metros de altura. [3]
El alto crecimiento económico y la tranquilidad política de mediados y finales de la década de 1960 se vieron atenuados por la cuadriplicación de los precios del petróleo por parte de la Organización de Países Exportadores de Petróleo (OPEP) en 1973. Casi completamente dependiente de las importaciones de petróleo, Japón experimentó su primera recesión desde la Segunda Guerra Mundial.
Sin embargo, en la década de 1990, con la recesión prolongada y el predominio de Estados Unidos, estos sistemas han sido casi abolidos.

## Cultura De Azul
La cultura de la posguerra es principalmente la cultura pop japonesa. Después de la Guerra Fría (desde 1989), la cultura japonesa moderna se caracteriza por la imagen de Akiba.
- Videojuegos
- Idol japonés
- Karaoke
- Anime
- Manga
- Visual Kei